# Nationalpark Archipiélago de Cabrera

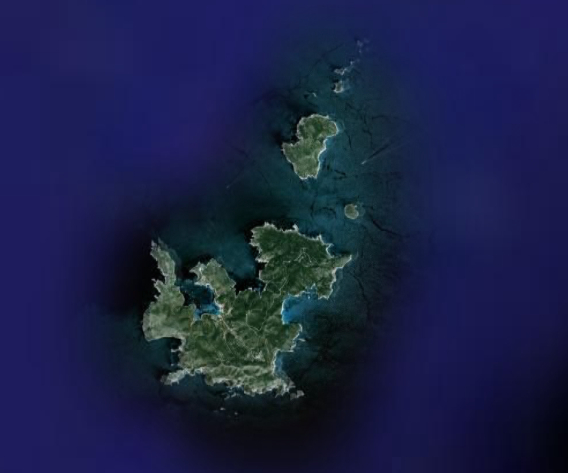
Satellitenbild des Cabrera-Archipels

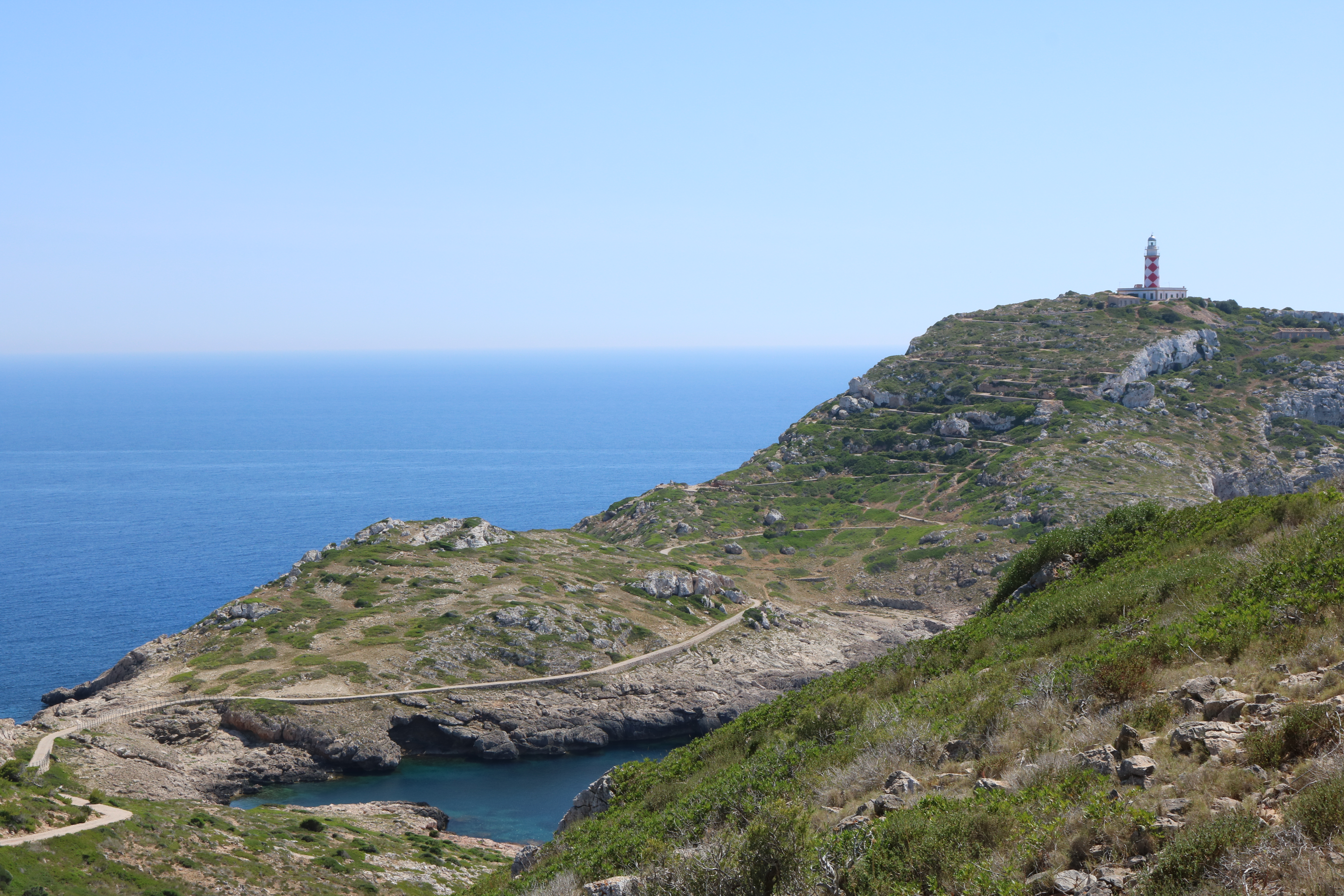
Leuchtturm auf Cabrera

Der Nationalpark Archipiélago de Cabrera (auf Spanisch Parque Nacional Marítimo-Terrestre del Archipiélago de Cabrera, auf Katalanisch Parc Nacional Maritimoterrestre de l’Arxipèlag de Cabrera) besteht aus einer Gruppe kleiner Inseln, die zu den Balearen gehören. Er wurde am 29. April 1991 durch das Gesetz 14/1991 eingerichtet. Der Nationalpark hat eine Ausdehnung von 10.021 Hektar, davon liegen 8.703 Hektar im Meer und 1.318 an Land.
Die Küsten der Cabrera-Inseln gelten als die ursprünglichsten Spaniens. Auf den Inseln gibt es große Kolonien von Meeresvögeln und einige endemische Tier- und Pflanzenarten. Der Cabrera-Nationalpark ist auch Europäisches Vogelschutzgebiet.

## Geographie
Der Cabrera-Archipel liegt zehn Kilometer vor dem Cap de les Salines, der Südspitze Mallorcas. In geologischer Hinsicht sind die Inseln die südliche Verlängerung des Gebirges Serres de Llevant. Zum Archipel gehören 19 Inseln und Inselchen. Die größte ist Cabrera Gran mit 1.155 Hektar, gefolgt von der Illa des Conills mit 137 Hektar. Andere größere Inseln sind Ses Rates, els Estels, l'Imperial, les Bledes, es Fonoll, na Rodona, l'Esponja, na Plana, na Pobra, s'Illot Pla, s'Illot und na Foradada.
Das Klima ist semiarid, die Inseln sind dem Wind und der salzhaltigen Luft ausgesetzt.

## Vegetation
Die potenzielle natürliche Vegetation der Inseln ist eine Garriga mit Wilden Ölbäumen, die Ullastrar genannt wird. Im Ullastrar wachsen weitere Sträucher mit kleinen, ledrigen Blättern wie Phönizischer Wacholder (Juniperus phoenicea subsp. turbinata), Mastixstrauch, Rosmarin, die Kreuzdorn-Art Rhamnus ludovici-salvatoris, Vielblütige Heide, die Meerträubel-Art Ephedra fragilis, Baum-Wolfsmilch und Riesenfenchel. Diese Vegetationsform ist nur noch verstreut anzutreffen. Auf etwa einem Drittel der Fläche von Cabrera Gran stehen heute angepflanzte Aleppo-Kiefern.
Typisch für den Bewuchs an den Steilküsten sind die dornigen Polster von Tragant (Astragalus balearicus), Gamander (Teucrium subespinosum) und Backenklee (Dorycnium fulgurans). Hier gedeihen auch die Baumförmige Strauchpappel (Lavatera arborea) und der Strauch-Schneckenklee (Medicago arborea subsp. citrina). Eine Unterart einer Färberröte-Art (Rubia angustifolia caespitosa) kommt ausschließlich auf Cabrera vor.
Unterwasser-Wiesen aus Mittelmeer-Neptungras (Posidonia oceanica) und verschiedenen Algen sind charakteristisch für das Meeresgebiet um die Cabrera-Inseln. Im klaren Wasser wachsen sie in Tiefen von bis zu 45 Metern.

## Tierwelt

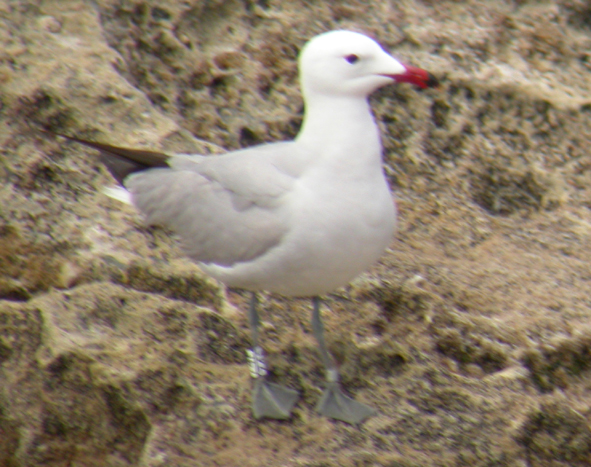
Korallenmöwe

Die Inseln des Cabrera-Archipels sind eine wichtige Station für viele Zugvögel. Jedes Frühjahr führt die Grup Balear d’Ornitologia i Defensa de la Naturalesa hier eine große Beringungsaktion durch. Demgegenüber ist die Zahl der Vogelarten, die auf den Inseln brüten, mit 26 recht gering. Dazu gehören Fischadler, Eleonorenfalke und Wanderfalke. Es gibt etwa 400 Brutpaare der Korallenmöwe und 1500 Brutpaare der Mittelmeermöwe. Zwischen 80 und 140 Paare des Balearen-Sturmtauchers brüten auf den Inseln Conillera und Fonoll. Auf der Inselgruppe brüten auch Gelbschnabel-Sturmtaucher, Sturmschwalbe und Krähenscharbe.
Als nicht an das Meer gebundene Vogelarten kommen Triel, Blaumerle, Sardengrasmücke, Weißbartgrasmücke, Samtkopf-Grasmücke und Grauschnäpper vor. Stieglitz, Grünling und Bluthänfling sind häufig anzutreffen.
Mit Ausnahme einiger Fledermaus-Arten sind alle landbewohnenden Säugetiere auf den Cabrera-Inseln vom Menschen eingeführt worden. Heute kommen dort beispielsweise Kaninchen, die Kleinfleck-Ginsterkatze und verwilderte Hauskatzen vor. Die Balearen-Eidechse (Podarcis lilfordi) hat sich auf den Inseln in verschiedene Unterarten aufgespaltet.
Im Meer um die Inseln sind Großer Tümmler, Gemeiner Delfin, Blau-Weißer Delfin, Grindwal und gelegentlich der Pottwal anzutreffen. Die Mittelmeer-Mönchsrobbe hatte eines ihrer letzten Vorkommen auf den Cabrera-Inseln. In den Gewässern um Cabrera leben mehr als 200 Arten von Fischen und etwa 1000 Wirbellose Tiere. Zu den auffallendsten Meeresbewohnern gehört die Unechte Karettschildkröte.

## Probleme
Die Nationalparkverwaltung versucht, den Bestand einiger Tierarten zu kontrollieren, die überhandnehmen oder das Ökosystem schädigen. Dazu gehören der Pinien-Prozessionsspinner, die Hausratte und die Mittelmeermöwe. Bei starkem Wind und Trockenheit können Buschbrände größere Flächen verwüsten. An den Küsten der Cabrera-Inseln wird viel Müll angeschwemmt, der bis zum Abtransport längere Zeit auf Cabrera Gran gelagert wird.

## Nutzung

### Fischerei
Der Nutzungs- und Verwaltungsplan (Plan Rector de Uso y Gestión (PRUG)) des Nationalparks erlaubt die traditionelle „handwerkliche“ Fischerei.

### Besucher

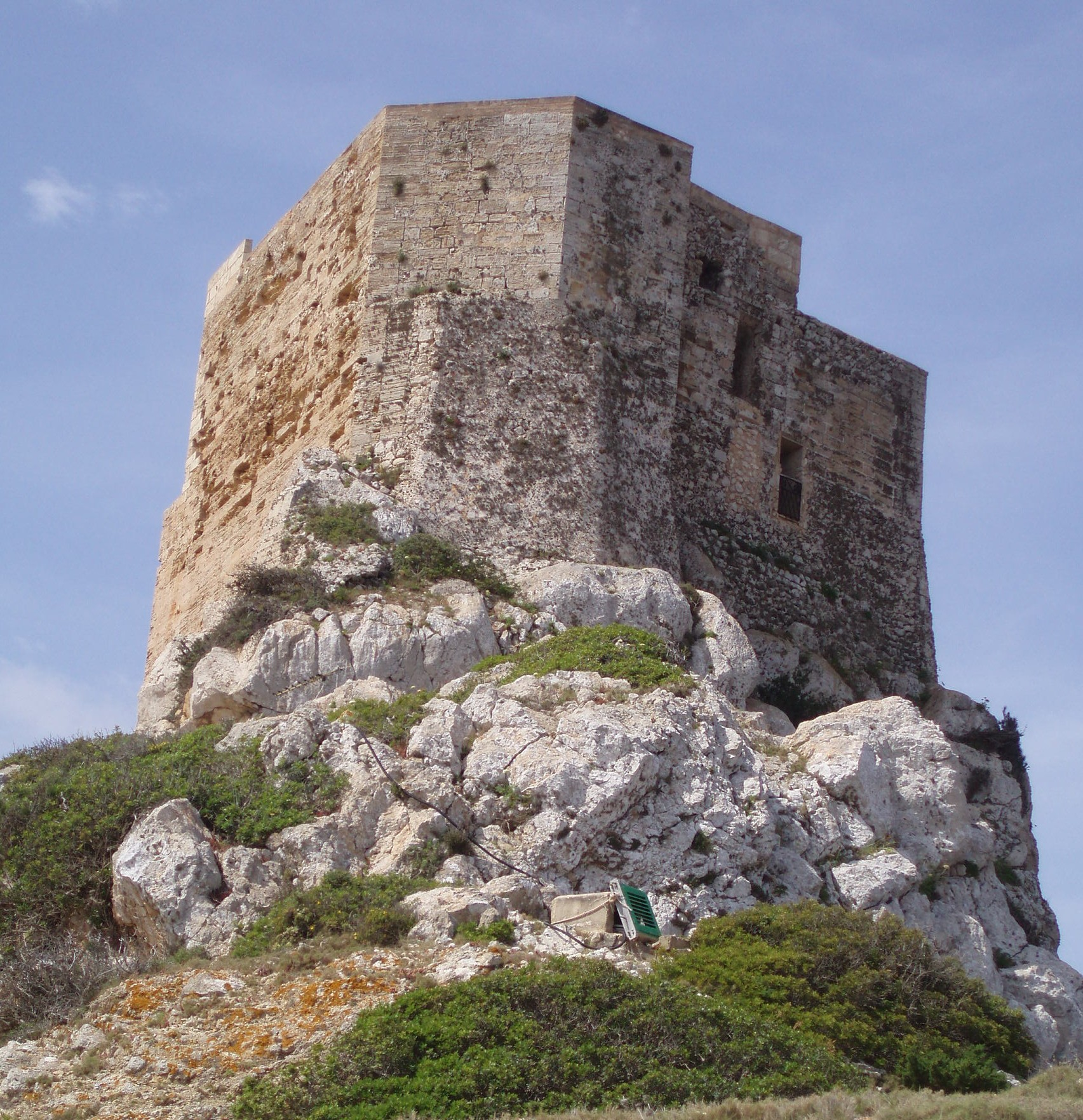
Castillo de Cabrera

Zwischen dem 1. April und dem 30. Oktober ist die Insel Cabrera ab Colònia de Sant Jordi mit Ausflugsschiffen erreichbar, sie verkehren nach Fahrplan. Boote dürfen Cabrera Gran das ganze Jahr über anlaufen, hierfür muss eine Genehmigung der Nationalparkverwaltung in Palma de Mallorca eingeholt werden. Taucher benötigen ebenfalls eine Genehmigung.
Das Informationszentrum des Nationalparks befindet sich in Colònia de Sant Jordi (siehe auch: Sehenswürdigkeiten von Ses Salines).
| 1995                                                    | 1996   | 1997    | 1998   | 1999    | 2000    | 2001    | 2002    | 2003   | 2004   | 2005   | 2006   | 2007   | 2008   | 2009   |
| 36.173                                                  | 39.265 | 43.215  | 52.796 | 47.302  | 44.983  | 64.068  | 66.302  | 66.535 | 73.540 | 71.987 | 74.532 | 76.541 | 60.804 | 60.662 |
| 2010                                                    | 2011   | 2012    | 2013   | 2014    | 2015    | 2016    | 2017    |        |        |        |        |        |        |        |
| 64.688                                                  | 75.544 | 108.188 | 67.809 | 108.038 | 120.905 | 121.189 | 126.143 |        |        |        |        |        |        |        |
| * Daten von Webseiten des Spanischen Umweltministeriums |        |         |        |         |         |         |         |        |        |        |        |        |        |        |

### Wanderwege
Die autofreie Insel ist durch eine Netz an Wanderwegen erschlossen. Mitarbeiter des Nationalparks bieten kostenlose Führungen durch das Innere der Insel an. Beliebte Wanderziele auf eigene Faust sind die Burg oberhalb des Schiffsanlegers, ein ethnografisches Museum und der Strand Platja de s'Espalmador.

## Nachweise
1. ↑  Miguel Vicens: Mallorcas Nationalpark Cabrera hat Geburtstag. In: Mallorca Zeitung. 29. April 2021, abgerufen am 22. Dezember 2022.
2. 1 2 3 4 5  Oriol Alamany, Eulàlia Vicens: Parques Nacionales de España. Lynx Edicions, Barcelona 2003, ISBN 84-87334-45-8
3. ↑  elmundo.es: ¿Parque natural o vertedero de lujo?. 25. August 2008
4. ↑  Ministerio de Medio Ambiente: Evolución del número de visitantes (1996-2007) (Memento vom 21. April 2008 im Internet Archive).
5. ↑  Ministerio de Agricultura, Alimentación y Medio Ambiente: Datos de visitantes a los Parques Nacionales, abgerufen am 15. September 2018.
6. ↑  Juanjo Alonso: Rutas por los Parques Nacionales de España y Portugal. Santillana Ediciones Generales, Madrid, 2009, ISBN 978-84-03-50841-5
7. ↑  Rolf Goetz: Rother Wanderführer Mallorca. Bergverlag Rother, München 2025, ISBN 978-3-7633-1410-2, S. 260–263

Koordinaten: 39° 9′ N, 2° 58′ O